# Bulbul de Taiwan
El bulbul de Taiwan (Pycnonotus taivanus) és una espècie d'ocell de la família dels picnonòtids (Pycnonotidae). És endèmic de l'illa de Taiwan. Els seus hàbitats principals són els boscos tropicals i subtropicals de frondoses humits de les terres baixes, els matollars humits tropicals i subtropicals, les terres llaurades, els jardins rurals, les àrees urbanes i les àrees forestals fortament degradades. El seu estat de conservació es considera vulnerable.